# Lophochernes brevipes
Lophochernes brevipes är en spindeldjursart som beskrevs av Vladimir V. Redikorzev 1938. Lophochernes brevipes ingår i släktet Lophochernes och familjen tvåögonklokrypare. Inga underarter finns listade i Catalogue of Life.